# Cresskill
Cresskill ist eine Stadt im Bergen County des Bundesstaats New Jersey in den USA. Das U.S. Census Bureau hat bei der Volkszählung 2020 eine Einwohnerzahl von 9.155 ermittelt.

## Geographie
Nach dem United States Census Bureau hat die Stadt eine Gesamtfläche von 5,5 km², wobei keine Wasserflächen miteinberechnet sind.

## Geschichte
Vier Häuser im Ort sind im National Register of Historic Places (NRHP) eingetragen (Stand 26. Oktober 2018).

## Demographie
Nach der Volkszählung von 2000 gibt es 7746 Menschen, 2630 Haushalte und 2161 Familien in der Stadt. Die Bevölkerungsdichte beträgt 1.397,5 Einwohner pro km². 78,05 % der Bevölkerung sind Weiße, 0,92 % Afroamerikaner, 0,04 % amerikanische Ureinwohner, 18,64 % Asiaten, 0,00 % pazifische Insulaner, 0,65 % anderer Herkunft und 1,70 % Mischlinge. 3,99 % sind Latinos unterschiedlicher Abstammung.
Von den 2.630 Haushalten haben 40,6 % Kinder unter 18 Jahre. 71,1 % davon sind verheiratete, zusammenlebende Paare, 8,5 % sind alleinerziehende Mütter, 17,8 % sind keine Familien, 15,9 % bestehen aus Singlehaushalten und in 9,7 % Menschen sind älter als 65. Die Durchschnittshaushaltsgröße beträgt 2,91, die Durchschnittsfamiliengröße 3,26.
26,3 % der Bevölkerung sind unter 18 Jahre alt, 4,7 % zwischen 18 und 24, 26,4 % zwischen 25 und 44, 25,7 % zwischen 45 und 64, 16,9 % älter als 65. Das Durchschnittsalter beträgt 41 Jahre. Das Verhältnis Frauen zu Männer beträgt 100:92,7, für Menschen älter als 18 Jahre beträgt das Verhältnis 100:88,2.
Das jährliche Durchschnittseinkommen der Haushalte beträgt 84.692 USD, das Durchschnittseinkommen der Familien 96.245 USD. Männer haben ein Durchschnittseinkommen von 61.194 USD, Frauen 38.990 USD. Der Prokopfeinkommen der Stadt beträgt 41.573 USD. 3,0 % der Bevölkerung und 1,7 % der Familien leben unterhalb der Armutsgrenze, davon sind 3,7 % Kinder oder Jugendliche jünger als 18 Jahre und 3,9 % der Menschen sind älter als 65.

## Persönlichkeiten
- Gary Wright (1943–2023), Komponist und Musiker